# 아내의 애인을 만나다
아내의 애인을 만나다는 2007년 공개된 대한민국의 영화이다.

## 배역
- 박광정 : 태한 역
- 정보석 : 중식 역
- 조은지 : 소옥 역
- 김성미 : 은수 역